# Chicago Film Critics Association Awards 2007
20. ročník předávání cen asociace Chicago Film Critics Association se konal dne 13. prosince 2007.

## Vítězové a nominovaní

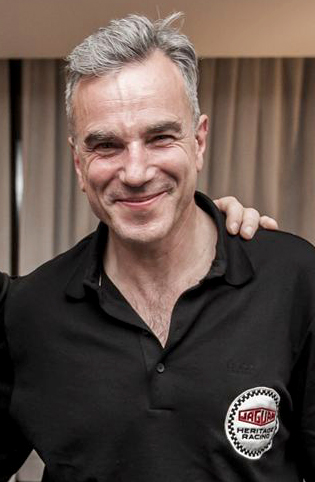
Daniel Day-Lewis, vítěz v kategorii nejlepší mužský herecký výkon v hlavní roli

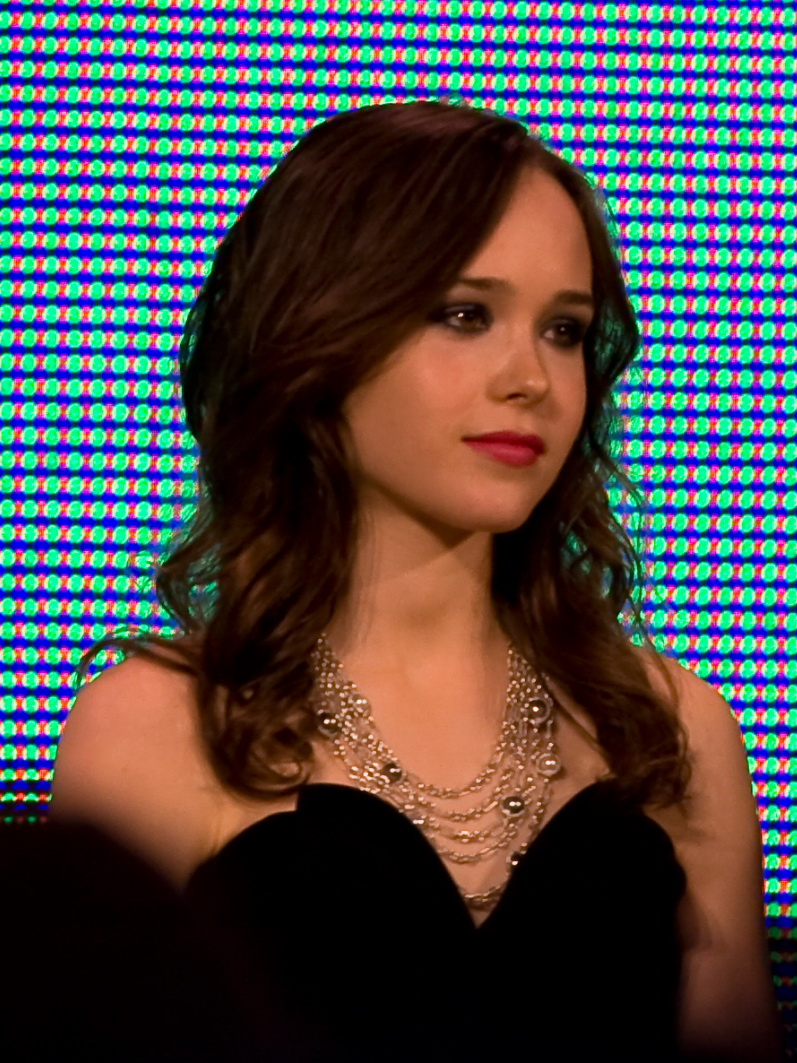
Ellen Page, vítězka v kategorii nejlepší ženský herecký výkon v hlavní roli

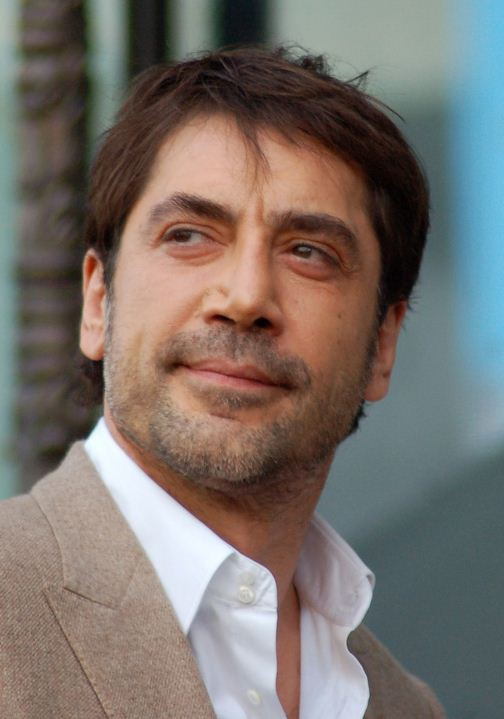
Javier Bardem, vítěz v kategorii nejlepší mužský herecký výkon ve vedlejší roli

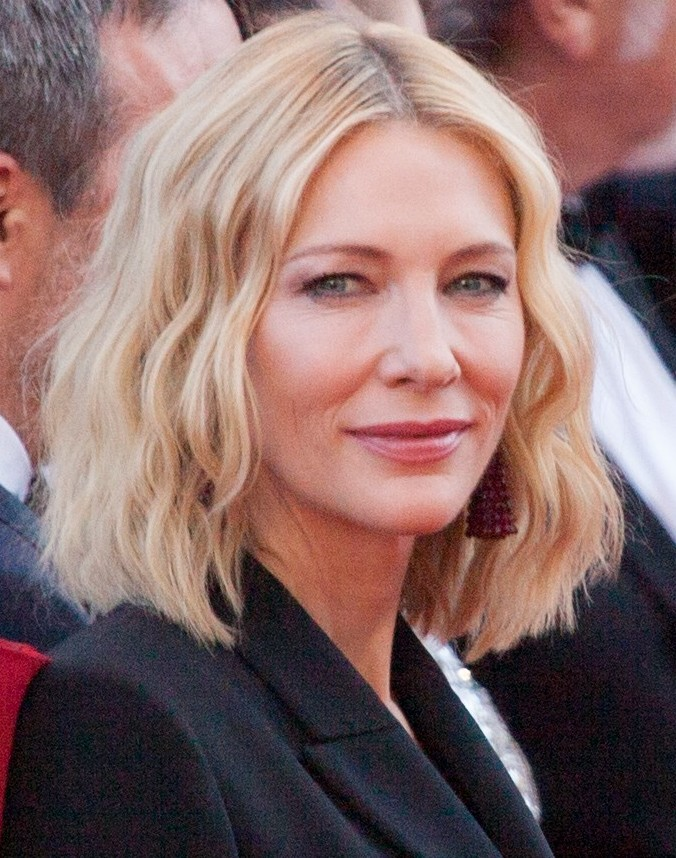
Cate Blanchett, vítězka v kategorii nejlepší ženský herecký výkon ve vedlejší roli

### Nejlepší film
Tahle země není pro starý
- Once
- Útěk do divočiny
- Až na krev
- Michael Clayton

### Nejlepší cizojazyčný film
4 měsíce, 3 týdny a 2 dny – Rumunsko
- Černá kniha – Nizozemsko
- Skafandr a motýl – Francie/Spojené státy americké
- Touha, opatrnost – Čína
- Sirotčinec – Španělsko
- Edith Piaf – Francie

### Nejlepší režie
Ethan Coen a Joel Coen – Tahle země není pro starý
- Paul Thomas Anderson – Až na krev
- David Fincher – Zodiac
- Tony Gilroy – Michael Clayton
- Jason Reitman – Juno

### Nejlepší adaptovaný scénář
Ethan Coen a Joel Coen – Tahle země není pro starý
- Christopher Hampton – Pokání
- Sean Penn – Útěk do divočiny
- Paul Thomas Anderson – Až na krev
- Jason Reitman – Juno

### Nejlepší originální scénář
Diablo Cody – Juno
- Tony Gilroy – Michael Clayton
- Kelly Masterson – Než ďábel zjistí, že seš mrtvej
- Brad Bird – Ratatouille
- Tamara Jenkins – Divoši

### Nejlepší herec v hlavní roli
Daniel Day-Lewis – Až na krev
- George Clooney – Michael Clayton
- Ryan Gosling – Lars a jeho vážná známost
- Frank Langella – Starting Out in the Evening
- Viggo Mortensen – Východní přísliby

### Nejlepší herečka v hlavní roli
Ellen Page – Juno
- Julie Christie – Daleko od ní
- Marion Cotillard – Edith Piaf
- Angelina Jolie – Síla srdce
- Laura Linneyová – Divoši

### Nejlepší herec ve vedlejší roli
Javier Bardem – ''Tahle země není pro starý''
- Casey Affleck – Zabití Jesseho Jamese zbabělcem Robertem Fordem
- Hal Holbrook – Útěk do divočiny
- Philip Seymour Hoffman – Soukromá válka pana Wilsona
- Tom Wilkinson – Michael Clayton

### Nejlepší herečka ve vedlejší roli
Cate Blanchettová – Beze mě: Šest tváří Boba Dylana
- Jennifer Jason Leigh – Svatba podle Margot
- Leslie Mann – Zbouchnutá
- Amy Ryan – Gone, Baby, Gone
- Tilda Swintonová – Michael Clayton

### Nejlepší animovaný film
Ratatouille
- Beowulf
- Robinsonovi
- Persepolis
- Simpsonovi ve filmu

### Nejlepší kamera
Roger Deakins – Tahle země není pro starý
- Roger Deakins – Zabití Jesseho Jamese zbabělcem Robertem Fordem
- Seamus McGarvey – Pokání
- Janusz Kamiński – Skafandr a motýl
- Jonny Greenwood – Až na krev

### Nejlepší skladatel
Once – Glen Hansard a Markéta Irglová
- Pokání – Dario Marianelli
- Touha, opatrnost – Alexandre Desplat
- Až na krev – Jonny Greenwood
- Zabití Jesseho Jamese zbabělcem Robertem Fordem – Nick Cave a Warren Ellis

### Nejlepší dokument
Sicko
- Za Dárfúr!
- The King of Kong
- Lake of Fire
- Konec v nedohlednu

### Nejslibnější režisér
Ben Affleck – Gone, Baby, Gone
- John Carney – Once
- Craig Gillespie – Lars a jeho vážné známosti
- Tony Gilroy – Michael Clayton
- Sarah Polley – Daleko od ní

### Nejslibnější umělec
Michael Cera – Juno a Superbad
- Nikki Blonsky – Hairspray
- Glen Hansard – Once
- Carice van Houtenová – Černá kniha
- Tang Wei – Touha, opatrnost